# Kloster Störmede

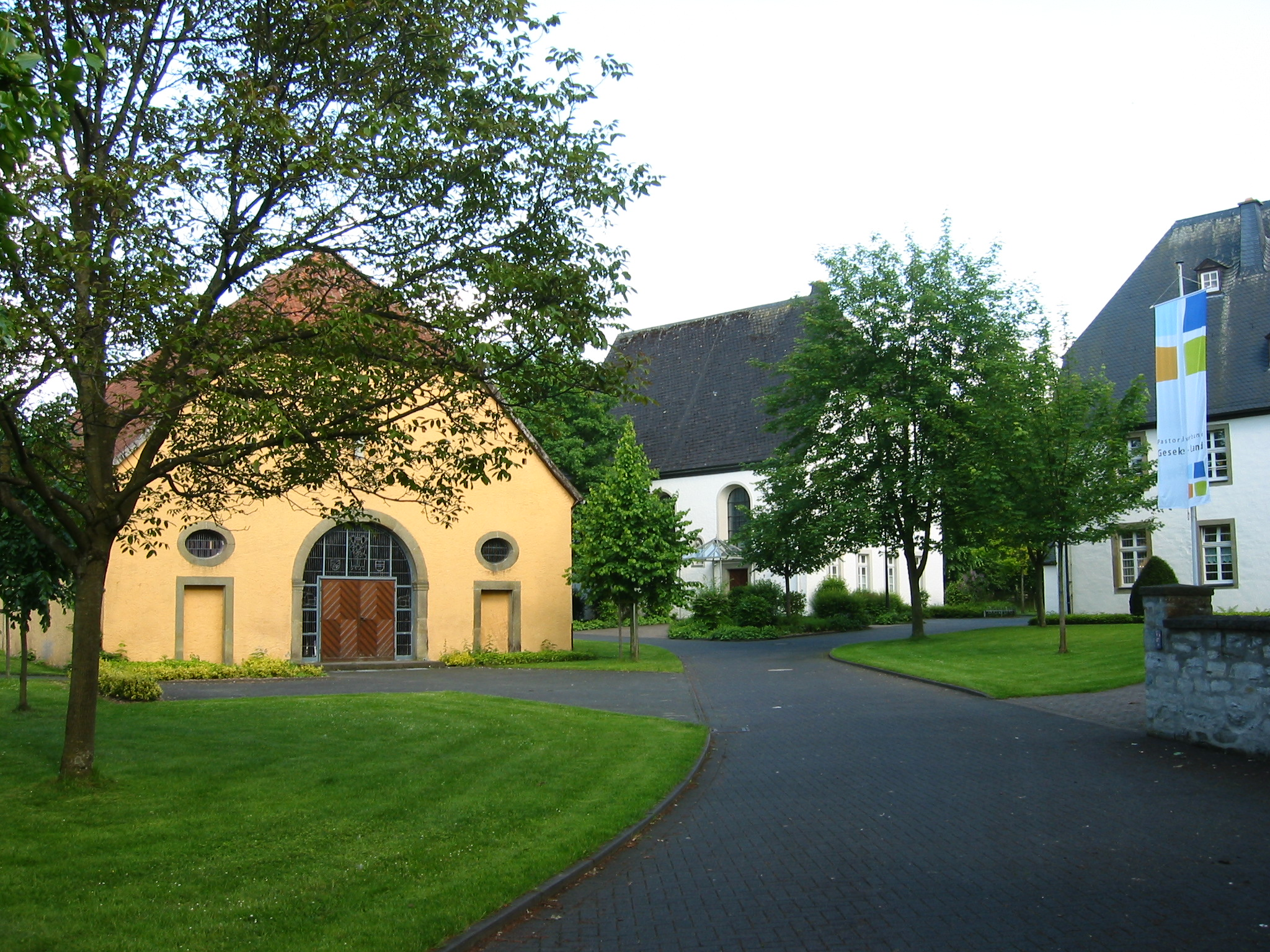
Bereich des ehemaligen Klosters Nazareth

Kloster Störmede war ein Augustinerinnen-Kloster in Störmede bei Geseke. Als Kloster Nazareth bestand es von 1483 bis zur Aufhebung 1804. Patrozinien waren Anna und Augustinus, weshalb es auch Annenkloster genannt wird.
Die Stifter des Klosters war Philipp von Hörde. Seit 1486 begann der Bau von Kloster und Kirche.
Während der Truchsessischen Wirren wurden die Nonnen 1583 vorübergehend vertrieben und die calvinistische Gottesdienstordnung eingeführt. Nach dem Sieg des Kurfürsten Ernst von Bayern wurde die katholische Religion wiederhergestellt.
Im Jahr 1683 unterstellte sich die Gemeinschaft dem Augustinerkloster Ewig. Anschließend erfolgte ein Neubau der Kirche aus Rüthener Sandstein, die aber erst 1722 vollständig fertig wurde. Im 17. Jahrhundert wurde eine Scheune neu errichtet, im 18. Jahrhundert folgten Pfarrhaus und weitere Wirtschaftsgebäude. Im Jahr 1733 wurden noch zwei neue Torhäuser erbaut.
Nach der Aufhebung am 14. Oktober 1804 im Zuge der Säkularisation im Herzogtum Westfalen wurde die Kirche ab 1819 zur Schule umgebaut. Im 20. Jahrhundert wurde die Kirche restauriert. In der ehemaligen Scheune befindet sich heute der Gemeindesaal.